# Bobbi Gibb
Roberta Louise "Bobbi" Gibb (Cambridge, Massachusetts, 2 de noviembre de 1942) fue la primera mujer en correr toda la maratón de Boston, pese a la prohibición de correr para las mujeres. Fue reconocida por la Boston Athletic Association como la ganadora femenina del periodo previo a la autorización. En la maratón de Boston, la era pre-sancionada comprendía los años de 1966 a 1971, cuando las mujeres, que según las normas de la AAU no podían competir en la división masculina, corrían y terminaban la carrera. En 1996 la B.A.A. reconoció retroactivamente como campeonas a las mujeres que terminaron en primer lugar en la Maratón de la División Femenina Pioneer durante los años 1966-1971.

## Biografía
Bobbi Gibb se crio en los suburbios de Boston, Massachusetts, entre 1940 y 1950. Estudió en el Museo de Bellas Artes y en la Escuela de Estudios Especiales de la Universidad de Tufts. Su padre era un profesor de química en Tufts. Ya corría a través del bosque con los perros de barrio cuando, en 1962, conoció a un corredor de distancia media en Tufts llamado William Bingay, quien más tarde se alistó a la Marina de Estados Unidos. Se casaron el 5 de febrero de 1966, en California. 
Diariamente, Gibb corría ocho millas (unos trece kilómetros), la distancia hasta la escuela. Corría con zapatillas blancas de cuero, de la Cruz Roja, porque en aquella época no había zapatillas de correr para mujeres.
Gibb realizó los estudios premédicos y de matemáticas y se licenció en Ciencias en la Universidad de California (San Diego) en 1969. Quiso estudiar medicina, pero se le negó la admisión en la escuela, por ser mujer. Después de trabajar unos años estudió Derecho.
Gibb trabajó con el profesor Jerome Lettvin en el MIT en epistemología y visión del color mientras estudiaba derecho. En 1974, Gibb ingresó en la Escuela de Derecho de Nueva Inglaterra, recibiendo su Juris Doctor en 1978. Trabajó como asistente legislativa en la Corte General de Massachusetts, estudió sistemas naturales y persiguió su interés en la escultura y la pintura. Fue admitida en el Colegio de Abogados de Massachusetts en 1978. Mientras criaba a su familia, ejerció la abogacía, especializándose en la propiedad intelectual. Trabajó, durante parte de ese tiempo, en derecho de patentes con el abogado especialista Jerry Cohen.

## Trayectoria

### Maratón de Boston
Desde 1966 y hasta 1971, la Maratón de Boston solamente era para deportistas varones y no autorizaba la competición de las mujeres ya que según las reglas de la AAU no estaban cualificadas para correr en carreras de categoría masculina.
Gibb se entrenó durante dos años para correr la maratón de Boston, cubriendo hasta 40 millas en un día. Escribió una solicitud en febrero de 1966 y recibió una carta del director de la carrera, Will Cloney, informándole de que las mujeres no eran fisiológicamente capaces de correr distancias de maratón y que según las normas que regían los deportes amateur establecidas por la AAU, las mujeres no podían correr más de una milla y media de forma competitiva. Después de esta contestación, se dio cuenta de que correr era más importante que nunca y que su carrera tendría un significado social mucho más allá de su propio desafío personal.
Tras un viaje de tres noches y cuatro días en un autobús desde San Diego, California, Gibb llegó el día anterior a la carrera a la casa de sus padres en Winchester, Massachusetts. En la mañana del Día del Patriota, el 19 de abril de 1966, su madre la llevó hasta la entrada de Hopkinton. Vestida con las bermudas de su hermano y una sudadera con capucha azul sobre un traje de baño negro, se escondió entre los arbustos cerca del punto de inicio de la carrera.Tras el pistoletazo de salida, esperó hasta que aproximadamente la mitad del pelotón se pusiera en marcha y se lanzó a la carrera.
Los hombres pronto se dieron cuenta de que era una mujer y Gibb ante su amabilidad y apoyo al decirle «es un camino libre. No dejaremos que nadie te eche», se sintió aliviada y se quitó la sudadera. Para su deleite y alivio, la multitud vitoreó al ver correr a una mujer. La radio comenzó a informar sobre su progreso hacia Boston.
Diana Chapman Walsh, más tarde presidenta del Wellesley College, recordó el día años después:

That was my senior year at Wellesley. As I had done every spring since I arrived on campus, I went out to cheer the runners. But there was something different about that Marathon Day—like a spark down a wire, the word spread to all of us lining the route that a woman was running the course. For a while, the "screech tunnel" fell silent. We scanned face after face in breathless anticipation until just ahead of her, through the excited crowd, a ripple of recognition shot through the lines and we cheered as we never had before. We let out a roar that day, sensing that this woman had done more than just break the gender barrier in a famous race…
Cuando Gibb llegó a la meta en Boston, el gobernador de Massachusetts, John Volpe, estaba allí para estrechar su mano. Terminó en tres horas, veintiún minutos y cuarenta segundos, por delante de dos tercios de los corredores. A la mañana siguiente, su hazaña fue noticia de primera plana en el Record American, donde el titular decía: "Hub Bride, la primera chica en correr la maratón."

En otro artículo de Record American, titulado Roberta obtiene apoyo oficial: las mujeres pueden correr una maratón, Jack Kendall escribió:

Roberta the runner may revolutionize Boston’s fabled BAA marathon — and for that matter every other long distance run staged in the country. Even as the bunions acquired from Tuesday’s grueling 26 mile, 385 yard race were subsiding, the furor over a woman’s intrusion into what had been an all-male domain was mounting.
La corredora Roberta puede revolucionar la legendaria maratón de la BAA de Boston y, por ende, cualquier otra carrera de larga distancia que se celebre en el país. Incluso cuando los juanetes adquiridos en la agotadora carrera de 26 millas y 385 yardas del martes estaban remitiendo, el furor por la intrusión de una mujer en lo que había sido un dominio exclusivamente masculino iba en aumento.

La edición del 2 de mayo de 1966 de Sports Illustrated incluyó un artículo escrito por Gwilym S. Brown titulado Una chica del juego en un juego de hombres:

Last week a tidy-looking and pretty 23-year-old blonde named Roberta Gibb Bingay not only started but also covered the 26-mile, 385-yard course at a clip fast enough to finish ahead of no fewer than 290 of the event’s 415 starters.
La semana pasada, una rubia de 23 años, bonita y de aspecto impecable, llamada Roberta Gibb Bingay, no sólo tomó la salida, sino que cubrió los 26 kilómetros y 385 yardas del recorrido a un ritmo lo suficientemente rápido como para terminar por delante de nada menos que 290 de los 415 participantes del evento.

En 1967, Gibb, entonces estudiante a tiempo completo en la Universidad de California, San Diego, volvió a correr. Terminó en tres horas, veintisiete minutos y diecisiete segundos, casi una hora por delante de otra competidora, Kathrine Switzer. Switzer se registró oficialmente para la carrera en plena coformidad con las reglas de la carrera que en aquel momento no hacía mención alguna al sexo,  pero fue asaltada varias veces por el director de la carrera Jock Semple para prevenirla de que terminara. Gibb, que corría sin número, no fue molestada de la misma forma.
En 1968, Gibb corrió de nuevo, terminando en tres horas y treinta minutos y quedó primera entre un creciente número de mujeres, entre las que se encontraban Carol Ann Pancko, Elaine Pederson y Marjorie Fish. En 1969, 1970 y 1971, Sara Mae Berman fue la ganadora de las mujeres, y en 1972, Nina Kuscsik fue la ganadora de la primera prueba de la categoría femenina oficialmente autorizada.
Antes de 1966, la carrera femenina más larga autorizada por la  Amateur Athletic Union (AAU) era de una milla y media. Hasta 1972, cuando se inauguró la primera maratón de categoría femenina, la Maratón de Boston era una carrera de división masculina de la AAU.
En 1996, en la carrera número 100 de la maratón de Boston, la Asociación Atlética de Boston (BAA) reconoció oficialmente como campeonas a las mujeres que terminaron en primer lugar de la pionera categoría femenina entre los años 1966-1971. Coincidió con el 30 aniversario de la primera carrera de Gibb y recibió medallas por sus tres victorias en 1966, 1967 y 1968. Su nombre está inscrito con los nombres de las demás ganadoras en el Boston Marathon Memorial en Copley Square.
En 2016, Gibb fue la gran mariscal de la maratón de Boston de ese año. La ganadora de ese año, Atsede Baysa, le dio a Gibb su trofeo; Gibb dijo que iría a la Etiopía natal de Baysa en 2017 y se lo devolvería. Al final resultó que Baysa llegó a Boston y Gibb le devolvió el trofeo en ese momento.

## Otras actividades
Gibb esculpió las estatuillas de bronce de 12 pulgadas (30 centímetros) de una niña con cola de caballo corriendo que se entregaron como trofeos a Joan Benoit Samuelson, Julie Brown y Julie Isphording, las tres mejores corredoras de maratón en las pruebas olímpicas de Estados Unidos en 1984. Samuelson comentó sobre su trofeo: «Solo hay tres en el mundo. Es insustituible».
Gibb escribió un libro de memorias titulado Viento en el fuego: un viaje personal y un libro titulado 26.2 Ensayos: una visión inspiradora del nuevo mundo. En 2015 se empezó a trabajar en una película basada en sus memorias y con el mismo título. Como persona relevante, fue incluida en Quién es quién de las mujeres estadounidenses, Quién es quién en Estados Unidos y Quién es quién en el mundo. 
Siguió su carrera en el arte y escribe sobre una amplia gama de temas que incluyen economía, espiritualidad, la naturaleza de los sistemas naturales y el fenómeno de la experiencia subjetiva. También se incorporó al Laboratorio Neuromuscular Cecil B. Day como asociada trabajando para encontrar las causas y curas de enfermedades neurodegenerativas, específicamente la esclerosis lateral amiotrófica. Divide su tiempo entre San Diego y Boston.

## Premios y reconocimientos
Bobbi Gibb concedió numerosas entrevistas para programas de noticias y documentales en ABC, CBS, NBC, ESPN y HBO. 
En 1999 la incluyeron en el documental de HBO Sports Dare to Compet: The Struggle of Women in Sports y en 2000, produjo un documental sobre su arte y ejecución titulado Where the Spirit Leads. 
- Fue incluida en el Salón de la Fama del Road Runners Club of America, en 1982.
- Fue galardonada con el Tufts University Athletics Distinguished Achievement Award, en 2011.[29]
- Fue incluida en el Salón de la Fama del Museo del Deporte de Nueva Inglaterra en 2011.
- Recibió un premio honorífico presentado por Joan Benoit Samuelson en la décima edición anual "The Tradition" del Museo del Deporte el 28 de junio de 2011.[30][31]